# Adylbek Kasymaliev
Adylbek Kasymaliev (né le 1er décembre 1960) est un homme politique kirghize
,. Il occupe le poste de président du cabinet des ministres du Kirghizistan depuis le 16 décembre 2024.

## Biographie
Nommé premier vice-président du cabinet le 20 juin 2022, il devient président du cabinet par intérim le 16 décembre 2024.